# Antiagrion blanchardi
Antiagrion blanchardi е вид водно конче от семейство Coenagrionidae. Видът е световно застрашен, със статут Уязвим.

## Разпространение
Разпространен е в Чили.